# Lambeia
Lambeia è un genere estinto di pesci ossei appartenente alla classe Actinopterygii, noto esclusivamente dalla Formazione di scisti di Albert (Nuovo Brunswick, Canada). Il genere comprende una sola specie descritta, †Lambeia pectinatus, basata su un singolo esemplare ben conservato proveniente dal Carbonifero inferiore.

## Descrizione
Lambeia pectinatus si distingue per una serie di caratteristiche morfologiche peculiari che lo rendono facilmente separabile dagli altri pesci attinotterigi provenienti dalla stessa formazione geologica. Il corpo presenta scaglie dorsali a cresta con margini posteriori a pettine, e scaglie corporee disposte tra quelle dorsali, con margini posteriori e ventrali anch'essi a pettine. Sono presenti un rostro-premascellare ventrale e un osso rostrale mediano, mentre la regione orbitaria mostra un osso antorbitale distinto e separato, nonché un unico osso sopraorbitale. Queste caratteristiche, assenti nei pesci devoniani, sono invece tipiche dei pesci del Carbonifero, suggerendo una comparsa precoce di tratti morfologici più avanzati nell'evoluzione degli attinotterigi.

## Classificazione
Lambeia pectinatus venne descritto per la prima volta nel 2017 da Kathryn E. Mickle, sulla base di un esemplare rinvenuto nella  Formazione di scisti di Albert, situata nel Nuovo Brunswick, ben nota per la conservazione eccezionale di pesci fossili articolati, in particolare attinotterigi basali del Carbonifero inferiore. In passato, molti dei taxa descritti da questa formazione sono stati assegnati a generi parafiletici come Rhadinichthys, Elonichthys e Palaeoniscum, rendendo la loro classificazione instabile e problematica. Tuttavia, †Lambeia pectinatus rappresenta una nuova forma distinta, ben definita sia morfologicamente sia filogeneticamente, e costituisce una testimonianza dell’aumentata diversità degli attinotterigi nella prima parte del Carbonifero.

## Etimologia
Il nome generico Lambeia è stato istituito per onorare il paleontologo canadese Lawrence Lambe, mentre il nome specifico pectinatus si riferisce alla morfologia delle scaglie dorsali dell’esemplare tipo.